# Aramecina
Aramecina est un village du Honduras, situé dans le département de Valle.